# Адворня
Адво́рня (бел. Адворня) — деревня в Ушачском районе Витебской области. Входит в состав Сорочинского сельсовета.

## История
С 20 августа 1924 года село входило в состав Сорочинского сельсовета Ушачского района. 17 детей из села посещали 1 класс трудовой школы села. В 1930 году был организован колхоз. В 1941 году здесь было 20 поместий. В 2000 году 27 поместий.

## Население
- XX век: 1905 — 110 чел.; 1926 — 110 чел.; 1941 — 86 чел.
- XXI век: 2000 — 51 чел.